# Hilda Lund

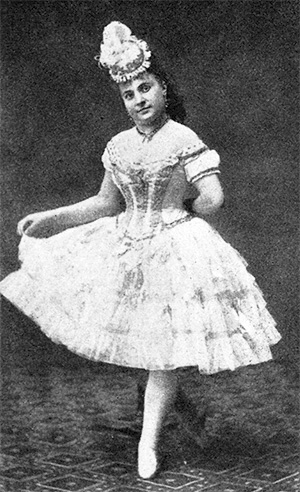
Hilda Lund.

Hilda Maria Lund, född Lindh 21 december 1840 i Stockholm, död 7 oktober 1911 i Flen, var en svensk ballerina vid Kungliga Baletten.

## Biografi
Lund var elev vid Stockholmsoperan 1849, sekonddansös 1861 och premiärdansös 1866-1888. Hon var verksam som instruktör vid baletten 1889-1894.  
Hon beskrevs år 1887: "Såsom Kongl. teaterns erkändt förnämsta dansös", och spelade under 1870- och 1880-talen oftast huvudrollen i de baletter som sattes upp av Kungliga Baletten. Bland de operabaletter hon medverkade i kan nämnas: "Robert", "Den bergtagna", "Afrikanskan", "Philemon och Baucis", "Den stumma", "En dröm", "Ett äfventyr i Skotland" och "Robert och Bertrand".
Hon räknades som en av de främsta nio ballerinorna vid Kungliga Baletten tiden 1864-1901, jämsides Amanda Forsberg, Amalia Paulson, Agnes Christenson, Gunhild Rosén, Cecilia Flamand, Jenny Brandt,  Anna Westberg och Victoria Strandin.
Hon gifte sig 1862 med Sigurd Harald Lund. 